# Per Krafft den yngre

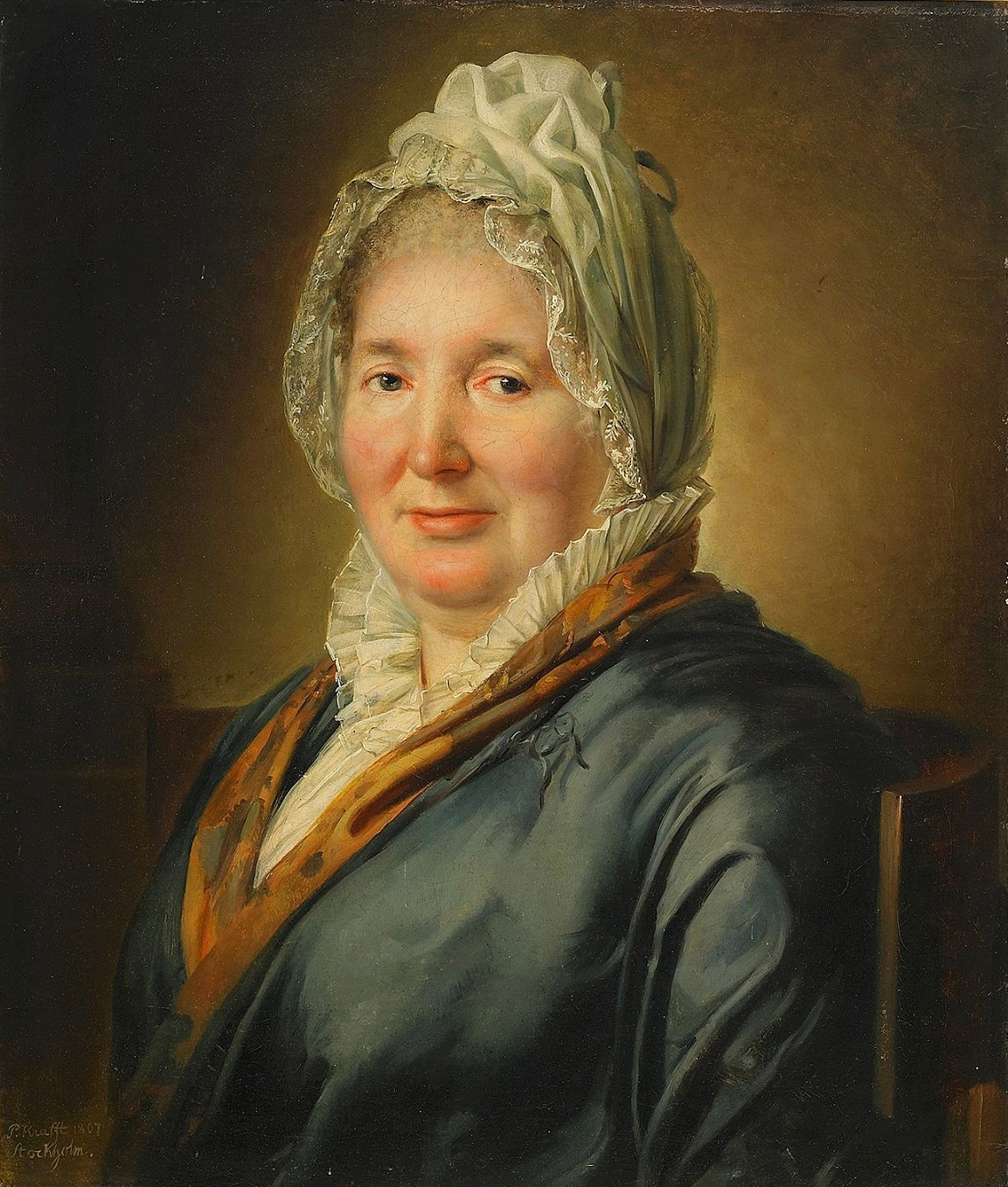
Porträtt av Christina Elisabeth Hjorth målad av Per Krafft d.y.

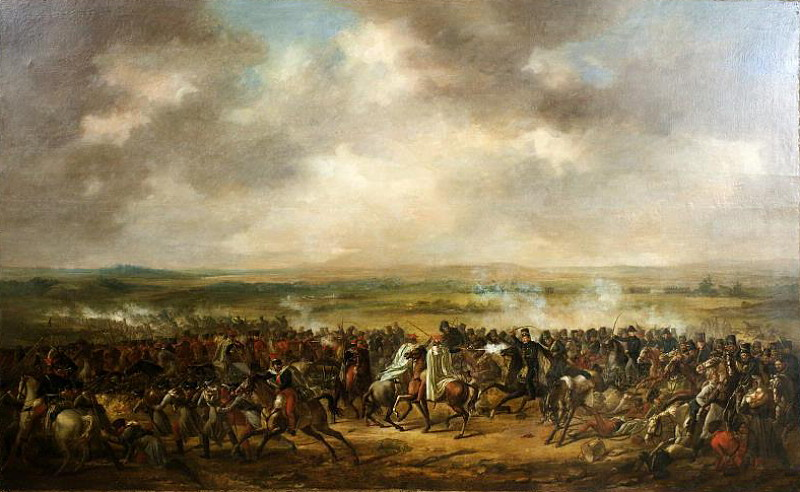
Slaget vid Bornhöft (1813), Malmö museum.

Per Krafft d.y., född 1777 i Stockholm, död 1863 i Stockholm, var en svensk porträtt- och historiemålare.

## Biografi
Per Krafft var son till Per Krafft d.ä. och bror till Wilhelmina Krafft. Redan som 6-åring började Krafft att studera på Konstakademien i Stockholm 1783–1796. Han var lärjunge till fadern och vid Konstakademin, där Lorens Pasch den yngre var hans lärare. Hans konstnärliga begåvning framträdde tidigt, och redan 1787 erhöll han sin första medalj. År 1795 målade han som 18-åring en bröstbild av François-Emmanuel Guignard de Saint-Priest (på Nationalmuseum) och av arkitekten Louis Jean Desprez (på Konstakademin) samt en midjebild av den unge spanske markisen d'Andouaga. Här visar han tydlig influenser från Carl Fredric von Breda.
Påverkad av Louis Masreliez' nyklassicistiska uppfattning begav sig Krafft 1796 till Paris, där han blev elev till Jacques-Louis David 1796–1799. Här gjorde han snabba framsteg i Davids realistiska och formsäkra målningssätt. Till akademins utställning i Stockholm 1801 hemsände Krafft tre verk: Belisarius, en leende Amor och Paris som liggande herden (den senaste nu på Göteborgs konstmuseum), samtliga komponerade i nyklassicismens reliefstil. 1802 reste han till Italien, där han tecknade stadsbilder, studerade antiken och kopierade Rafael. I maj 1803 återvände han över Florens till Paris, där han kopierade och utförde porträttbeställningar.
Efter 5 år i Italien kom han 1805 tillbaka till Stockholm. Han blev hovmålare nu målade han bland annat de nyklassicistiskt uppfattade porträtten av sin syster Wilhelmina och hennes man provinsialläkaren Olof Noréus (båda på Nationalmuseum. 1808 blev Krafft av Konstakademin utsedd till vice professor. Under åren 1818–1856 var han professor i teckning vid Konstakademien. Efter Carl Fredrik von Bredas död 1818 blev han vald till professor i teckning. Som professor verkade han fram till april 1856.
Per Krafft den yngre blev med åren alltmera originell, hans undervisningsmetod var torr och dogmatisk men han hade ett respektingivande, rättframt uppträdande.
Per Krafft blev mycket anlitad som porträttmålare. Bland annat porträtterade han hertigen av Södermanland, Gustaf IV Adolf, tronföljaren Karl August, Karl XIV Johan och prins Oscar I. Vidare märks generalerna Carl Johan Adlercreutz och Johan August Sandels, statsministern Lars von Engeström. Under sin levnad målade Per Krafft över 400 porträtt, varav 60 teckningar, och ett hundratal andra verk. Porträtten var realistiska, inte förskönade. Därutöver har Krafft målat omkring 100 tavlor med bibliska, historiska och andra motiv. Vid 19 års ålder utförde han ett porträtt av Jacques-Louis David, sin lärare i Paris. 
Mest kända bland hans historiemålningar är Hertig Karl i slaget vid Hogland, 1788, målad 1810, Stormningen av Leipzig, Slaget vid Bornhöft samt de ceremonitavlorna med Karl XIV Johans kröning, 1818 och Oskar I:s förmälning i Stockholms storkyrka, 1823 (Den katolska vigseln mellan kronprins Oscar, blivande Oscar I, och prinsessan Joséphine (Josefina) ägde rum genom ombud (per procura) i Eichstädt den 22 maj 1823. Den protestantiska vigseln ägde rum den 19 juni 1823 i Stockholms Storkyrka.)
På 1830- och 1840-talet försämrades Kraffts porträttstil alltmera till fabriksmässig produktion, men ända fram på ålderdomen var han en skicklig tecknare.

## Familjeförhållanden
Per Krafft var gift med Brita Sofia Robsahm (1784–1854).

## Representerad
- Nationalmuseum[13] i Stockholm, Slaget vid Halle 1806, Stormningen av Leipzig 1813. Fröknarna Laurent 1815. Beata Schtück, född Hirsch 1822.
- Stockholms slott, Oscars och Josefinas förmälning 1823.
- Haga slott, Carl den XIV Johan.
- Malmö museum, Gungan 1825.
- Göteborgs konstmuseum[14], Fredrik Schulzen.
- Konstakademien, Stockholm, Arkitekt C.Ch Gjörwell 1826.
- Uppsala universitetsbibliotek[15]
- Rosenberg, Örsta, Gävle, Garbergska familjetavlan 1836.
- samt i Paris
- Länsmuseet Gävleborg
- Norrköpings konstmuseum[16]

## Bildgalleri

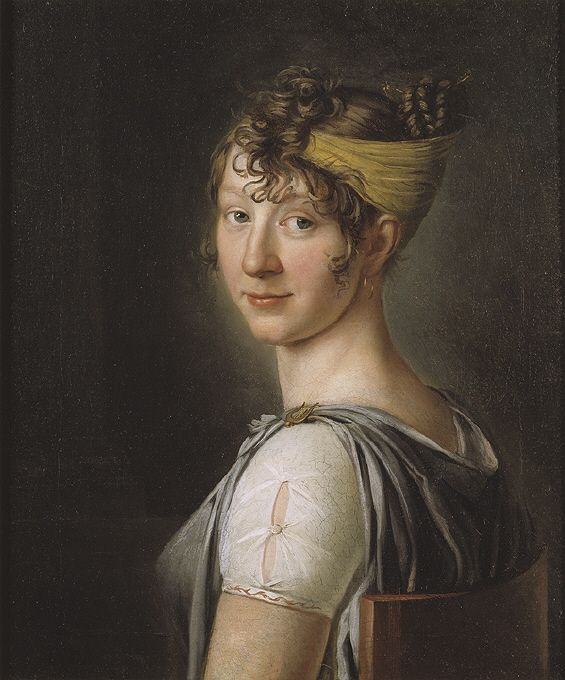
Wilhelmina Krafft (1778-1829), dotter till konstnären Per Krafft d.ä. och syster till Per Krafft den yngre. Hon var målare och miniatyrporträttör. Målning från omkring 1800. Nationalmuseum, Stockholm.
Demoisellerna Charlotte Jeanette och Anne Sofie Laurent, 1815. Nationalmuseum, Stockholm.
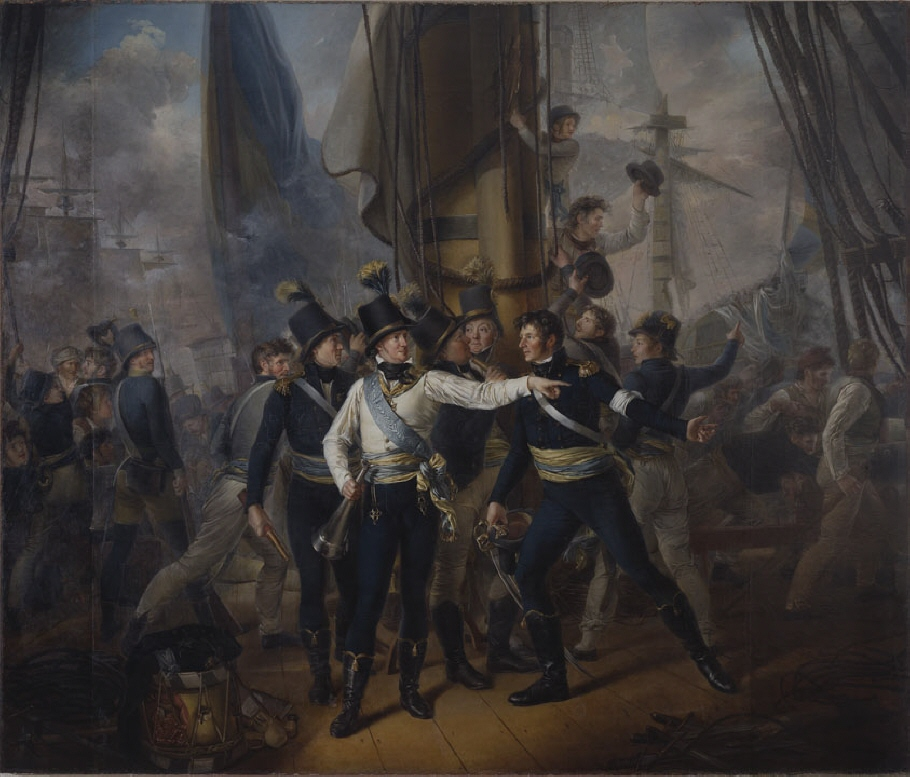
Hertig Karl i Slaget vid Hogland 1788, målning från cirka 1810. Nationalmuseum, Stockholm.
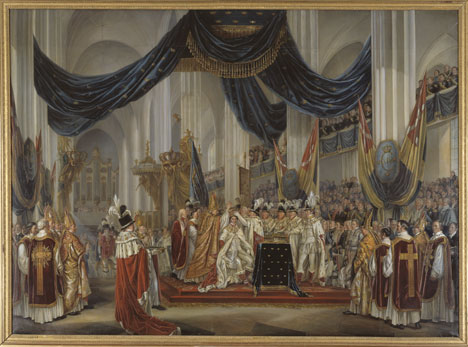
Karl XIV Johans kröning i Storkyrkan